# علم جمهورية إستونيا الاشتراكية السوفيتية
علم جمهورية إستونيا الاشتراكية السوفيتية تم اعتماده رسميًا من قبل الاتحاد السوفيتي السابق في عام 1940. وقد أظهر مجموعة من رموز الشيوعية: مطرقة ومنجل باللون الأصفر على خلفية حمراء، وبعد التغيير الرسمي لتصميم العلم في عام 1953، أُضيف أيضًا نجم أصفر محاط بخط خارجي، فوق شريط من الأمواج المائية بالقرب من الأسفل.

## التاريخ
بعد الغزو والاحتلال السوفيتي لـإستونيا في يونيو 1940، تم ضم البلاد إلى الاتحاد السوفيتي وأصبحت تقسيمًا إداريًا تحت اسم "جمهورية إستونيا الاشتراكية السوفيتية" في أغسطس 1940. بعد 31 أكتوبر 1940، استخدمت السلطات السوفيتية رسميًا علمًا سوفيتيًا مع كتابة ENSV بالحروف اللاتينية بدلًا من النجم فوق المطرقة والمنجل. في 6 فبراير 1953، تم اعتماد نسخة جديدة من العلم. وقد اتبعت أيضًا نمط علم الاتحاد السوفيتي، مع إضافة ستة خطوط متموجة زرقاء وبيضاء في الأسفل، في إشارة إلى بحر البلطيق.
خلال فترة الحكم الأجنبي من 1940 إلى 1991، واصلت الجالية الإستونية ومفوضيات البلطيق (1940-1991) حول العالم استخدام العلم الوطني الإستوني، في حين أن استخدام الثلاثي الوطني وألوانه الأزرق والأسود والأبيض كان محظورًا ومعاقبًا عليه بموجب القانون في الاتحاد السوفيتي حتى عام 1988.
في 20 أكتوبر 1988، سُمح رسميًا باستخدام علم الأزرق-الأسود-الأبيض مرة أخرى من قبل السلطات الإستونية. وفي مساء 23 فبراير 1989، أُزيل العلم السوفيتي نهائيًا من برج بيك هيرمان في قلعة تومبيا. وتم استبداله في صباح اليوم التالي، 24 فبراير، بالعَلَم الوطني الأزرق-الأسود-الأبيض، تزامنًا مع الذكرى السبعين لـإعلان استقلال إستونيا.
وبموجب "قانون رموز إستونيا"، الذي تم تمريره في 8 مايو 1990، قبل عام من استعادة إستونيا لاستقلالها الكامل في عام 1991، تم إيقاف استخدام علم جمهورية إستونيا السوفيتية الاشتراكية وشعارها كرموز للدولة رسميًا.